# テリー・ジョーンズ
テレンス・グレアム・パリー・“テリー”・ジョーンズ（Terence Graham Parry "Terry" Jones, 1942年2月1日 - 2020年1月21日）は、イギリスのコメディアン、映画監督、作家、歴史学者。イギリスの代表的なコメディグループであるモンティ・パイソンのメンバーである。

## 来歴

### 生い立ち
北部ウェールズで生まれたのち、銀行員であった父の仕事の都合でサリー州で育つ。10代を通してラグビーに熱中した。
オックスフォード大学セント・エドモンド・ホール・カレッジに進学して英語学（English）やイギリスの歴史を学ぶかたわら、演劇を学び、同校のコメディサークル「オックスフォード・レビュー」に所属する。同サークルではエディンバラ・フェスティバルでの公演を成功させるなど実績を積んだほか、のちにコンビを組んでスケッチを執筆することになるモンティ・パイソンのマイケル・ペイリンと出会っている。

### パイソン前
大学卒業後はコメディライター兼役者となり、イギリスの歴史をパロディ化したコメディ番組『ザ・コンプリート・アンド・アッター・ヒストリー・オブ・ブリテン』や、マイケル・ペイリンやエリック・アイドルらと共演した子供向け番組『ドゥ・ノット・アジャスト・ユア・セット』などに参加する。
『ザ・フロスト・レポート』をはじめとするデービッド・フロストの番組にもライターとして参加したほか、1968年には音楽ディレクターのバリー・ブースのために楽曲を作詞している。そして、1969年、他の5人のメンバーとともに「モンティ・パイソン」を結成した。

### モンティ・パイソン
1969年に放送を開始した『空飛ぶモンティ・パイソン』でのジョーンズは、番組の特徴である「オチを排した展開」を提案した。ペイリンとともに執筆したスケッチはビジュアルに訴える作風のものが多く、シュールさを前面に押し出したものが少なくない。役者としては、貴族の男性から庶民の老婦人までを特徴的に演じ、特に「ペッパー・ポット」と呼ばれるキンキン声のオバサン役はジョーンズのはまり役となった。スケッチでは服を脱いで裸となることも多く、中でも第3シリーズのオープニングに登場した「裸のオルガン奏者」は有名である。
また、ジョーンズは演出にも興味を持ち、テレビシリーズではメンバー中最後までテレビ局に残り、編集などの指図をしていたという。テレビシリーズ終了後の映画では全作において監督を務めた（『モンティ・パイソン・アンド・ホーリー・グレイル』ではテリー・ギリアムと共同監督）。

### パイソン後

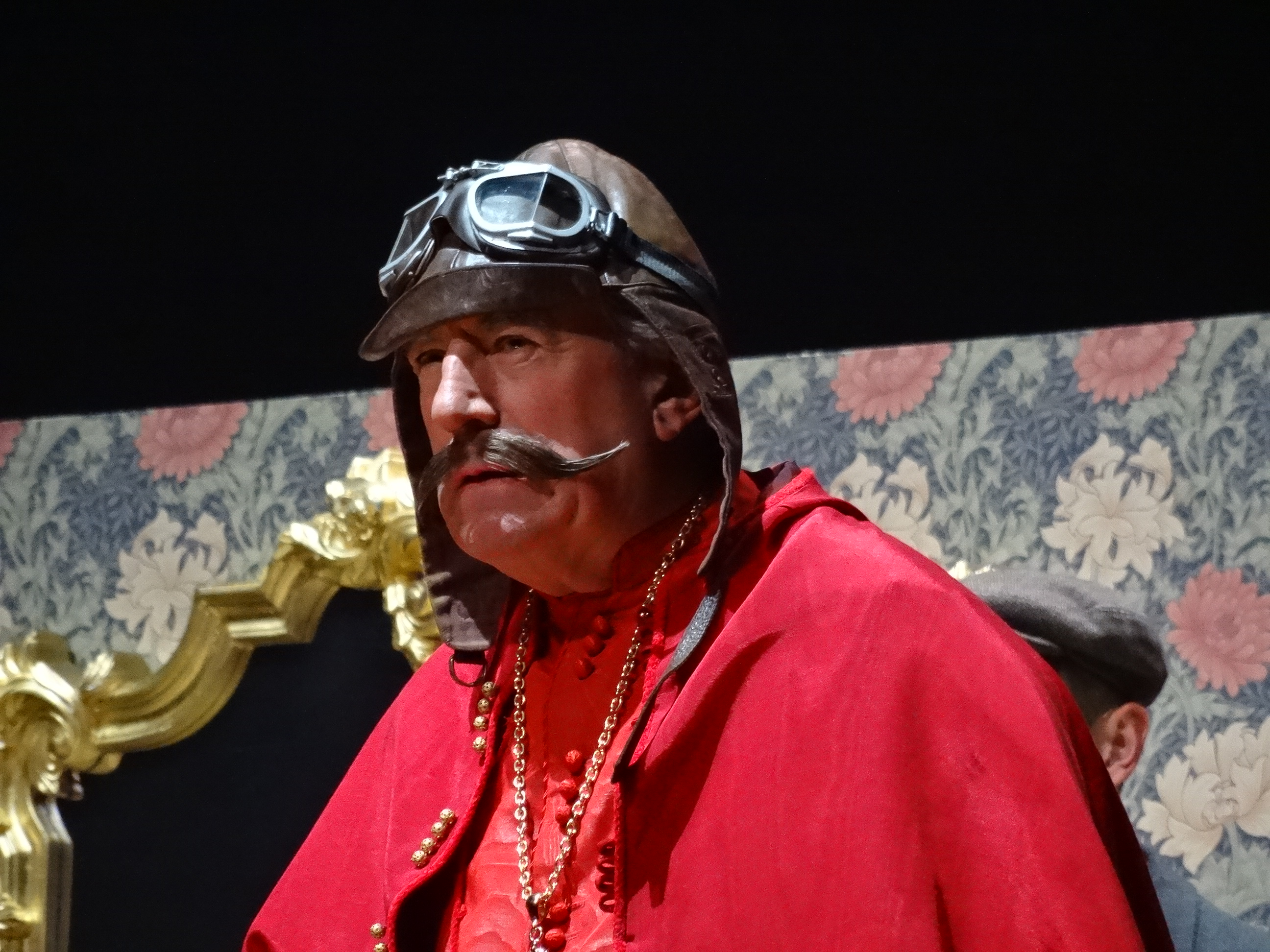
『復活ライブ!』（2014年）で「スペイン宗教裁判」を演じるジョーンズ

パイソンズの活動終了後も作家・脚本家として活動し、『リッピング・ヤーン』ではペイリンと共同で台本を執筆したほか、『ラビリンス/魔王の迷宮』などの映画の脚本も手掛ける。映画監督の道へも進み、自身の小説の映画化である『エリック・ザ・バイキング/バルハラへの航海』や『たのしい川べ』などを演出した。
コメディ作家としての活動から離れた後は、主に歴史学者として活動し、ジェフリー・チョーサーの研究では学術分野でも評価され、大学の講義で使用される教科書『チョーサーズ・ナイト』も執筆した。また、十字軍の研究でも知られており、BBCのドキュメンタリー番組『クルセイダーズ』の制作などを手掛けた。近年は新聞での政治的・社会的論評のほか、子供向けの絵本や小説の執筆活動が目立っている。
2006年10月21日の『デイリー・ミラー』紙に「Python legend battles cancer（伝説のパイソンががん闘病中）」と題する記事が掲載され、初期の腸がんであることが公表された。しかし、24日付の記事では、試験開腹を受けた結果、状態は良好であるという情報が掲載された。
2016年9月23日、ジョーンズが前頭側頭型認知症による原発性進行性失語と診断されたことが発表され、翌24日にはパイソンズ時代の執筆パートナーだったマイケル・ペイリンも「見ているのが痛ましい」とのコメントを発表した。また後にはパイソンズの一員であるエリック・アイドルが「テリーは復活ライブを最後まで頑張ってやってくれた」とインタビューで答えており、2014年の復活ライブの頃には既に発症していたのだとほのめかしている。
同日、同年10月2日に開催される英国アカデミー賞のウェールズ版である第25回 BAFTA Cymru (en) の授賞式で、映画・テレビへの優れた貢献に対する特別賞（英: The BAFTA Special Award for Outstanding Contribution to Film and Television）を授与されることが発表された。
2020年1月21日死去。77歳没。　

## 私生活
1970年に生化学者のアリソン・テルファーと結婚し、2人の子供をもうける。長男ビルは、自身の経営する「ビル&ベン・プロダクション」でモンティ・パイソンに関するものを含む映像作品の制作を手掛け、2012年に『モンティ・パイソン ある嘘つきの物語 グレアム・チャップマン自伝』を監督・プロデュースした。
2012年にテルファーと離婚し、41歳年下のスウェーデン人女性アナ・ソダーストロムと再婚した。ソダースロトムとの間にも子供を1人もうけている。

## 主な作品

### テレビ番組
- ザ・フロスト・レポート The Frost Report （1966年 - 1967年） - 脚本
- ドゥ・ノット・アジャスト・ユア・セット Do Not Adjust Your Set （1967年 - 1969年） - 脚本・出演
- ザ・コンプリート・アンド・アッター・ヒストリー・オブ・ブリテン The Complete and Utter History of Britain （1969年） - 脚本・出演
- 空飛ぶモンティ・パイソン Monty Python's Flying Circus （1969年 - 1974年） - 脚本・出演
- シークレット Secrets （1973年） - 脚本
- リッピング・ヤーン Ripping Yarns （1976年 - 1979年） - 脚本・出演
- インディ・ジョーンズ/若き日の大冒険 第11話 The Young Indiana Jones Chronicles （1992年） - 演出・出演
- 十字軍物語 Crusades （1995年、ドキュメンタリー番組） - 脚本・プレゼンター
- ダイノトピア Dinotopia （2002年、ミニシリーズ） - 声の出演

### 映画
- モンティ・パイソン・アンド・ナウ And Now for Something Completely Different （1971年） - 脚本・出演
- モンティ・パイソン・アンド・ホーリー・グレイル Monty Python and the Holy Grail （1975年） - 監督・脚本・出演
- ジャバーウォッキー Jabberwocky （1977年）
- ライフ・オブ・ブライアン Monty Python's Life of Brian （1979年） - 監督・脚本・出演
- モンティ・パイソン・ライブ・アット・ザ・ハリウッド・ボウル Monty Python Live at the Hollywood Bowl （1982年） - 脚本・出演
- 人生狂騒曲　Monty Python's The Meaning Of Life （1983年） - 監督・脚本・出演
- ラビリンス/魔王の迷宮 Labyrinth （1986年） - 脚本
- Hなえっちな変態SMクラブ（英語版） Personal Services （1987年） - 監督
- エリック・ザ・バイキング/バルハラへの航海 Erik The Viking （1989年） - 監督・脚本・出演
- L.A.ストーリー/恋が降る街 L.A. Story （1991年） - 声の出演
- たのしい川べ The Wind in the Willows （1996年） - 監督・脚本
- とび★うおーず Help! I'm a Fish （2000年） - 声の出演（英語版）
- モンティ・パイソン ノット・ザ・メシア Not the Messiah (He's a Very Naughty Boy) （2010年） - 出演
- モンティ・パイソン ある嘘つきの物語 グレアム・チャップマン自伝 A Liar's Autobiography: The Untrue Story of Monty Python's Graham Chapman （2012年） - 声の出演
- ミラクル・ニール! Absolutely Anything （2015年） - 監督・脚本・声の出演

### 創作 (日本語訳)
- 『エリック・ザ・バイキング』 マイケル・フォアマン 絵、山岡洋一 訳、日本放送出版協会、1990年。 The Saga of Eric the Viking （1983年）
- 〈テリー・ジョーンズ童話集〉　※日本では「その1」「その2」に分冊。マイケル・フォアマン Michael Foreman 絵
  - その1『イースト・オブ・ザ・ムーン』マイケル・フォアマン 絵、さくまゆみこ 訳、 リブリオ出版、1990年。 Fairy Tales （1981年）
  - その2『風のゆうれい』マイケル・フォアマン 絵、さくまゆみこ 訳、 リブリオ出版、1990年。 Fairy Tales （1981年）
- 『いたずら妖精ゴブリンの仲間たち』テリー・ジョーンズ 蒐集・著、ブライアン・フラウド Brian Froud 作画、井辻朱美 訳、東洋書林、2001年。  The Goblin Companion: A Field Guide to Goblins （1996年）
- 〈騎士見習いトムの冒険〉
  - <1> 『偉大なる騎士サー・ジョン!』マイケル・フォアマン 絵、斉藤健一 訳、ポプラ社、2004年。 The Knight and the Squire （1997年）
  - <2> 『美しきエミリア!』マイケル・フォアマン 絵、斉藤健一 訳、ポプラ社、2005年。 The Lady and the Squire （2000年）
- 『モンティ・パイソン正伝』グレアム・チャップマン、ジョン・クリーズ、テリー・ギリアム、エリック・アイドル、テリー・ジョーンズ、マイケル・ペイリン、ボブ・マッケイブ 共著。奥山晶子 訳、須田泰成 監修、白夜書房、2005年。The Pythons autobiography by the Pythons （2000年）
- 『空飛ぶモンティ・パイソン』〈第1シリーズ〉グレアム・チャップマン、ジョン・クリーズ、テリー・ギリアム、エリック・アイドル、テリー・ジョーンズ、マイケル・ペイリン 共著。須田泰成 監修、高野由美 訳、イースト・プレス、2008年。The complete Monty Python's flying circus all the words （1989年）[注釈 1]

### ノンフィクション

#### アラン・エレイラと共著
- 『中世英国人の仕事と生活』アラン・エレイラ Alan Ereira 共著、高尾菜つこ 訳、原書房〈BBC BOOKS〉、2017年。 Terry Jones' Medieval Lives （2004年）[9]
- Jones, Terry et al. (1994) (英語). Crusades. BBC BOOKS. ISBN 0-563-37007-6
- Jones, Terry et al. (2006) (英語). Terry Jones' Barbarians (Media Tie In edition ed.). BBC Physical Audio. ISBN 0-563-49318-6

#### その他のノンフィクション
- Jones, Terry (1980) (英語). Chaucer's Knight: The Portrait of a Medieval Mercenary. ISBN 0-297-77566-9; 改訂版 (1994年)、 ISBN 0-413-69140-3。
- Jones, Terry; Yeager, Robert F.; Doran, Terry; Fletcher, Alan; D'or, Juliett (2003) (英語). Who Murdered Chaucer?: A Medieval Mystery. Methuen Pub Ltd. ISBN 0-413-75910-5　Chauser's Knight (チョーサーの騎士) の続編であり改訂版でもある。
- Jones, Terry (2005) (英語). Terry Jones's War on the War on Terror. Nation Books. ISBN 1-56025-653-2

### エッセー集
- Jones, Terry; Yeager, Robert F. ; 高宮利行 (2012) (英語). The medieval Python : the purposive and provocative work of Terry Jones. Palgrave Macmillan. The new Middle Ages ISBN 9780230112674.　ジョーンズの中世史研究に寄せる各界執筆者のエッセー集。

## 関連資料
- 山口猛「インタビュー テリー・ジョーンズ」『キネマ旬報』第1034号 (通号1848)、 1990年5月、116-117頁。全国書誌番号:00004952、doi:10.11501/7906104。